# بچه کاراته‌کار: اسطوره‌ها
بچه کاراته‌کار: اسطوره‌ها (به انگلیسی: Karate Kid: Legends) یک فیلم رزمی و درام آمریکایی محصول سال ۲۰۲۵ به کارگردانی جاناتان انتویستل و نویسندگی راب لیبر با بازی بن وانگ است. این ششمین فیلم از مجموعه فیلم‌های «بچه کاراته‌کار» محسوب می‌شود، جکی چان (در نقش آقای هان) و رالف ماکیو (در نقش دنیل لاروسو) در این فیلم نقش‌آفرینی می‌کنند، هر دو نقش‌های خود را از فیلم‌های قبلی تکرار می‌کنند و بن وانگ به عنوان نقش اصلی در کنار جاشوا جکسون، سدی استنلی، مینگ-نا ون، آرامیس نایت و وایات اولف در این فیلم نقش آفرینی می‌کنند.
پس از اکران چهارمین فیلم، بچه کاراته‌کار بعدی (۱۹۹۴)، تنها فیلمی که در این فرانچایز منتشر شد، بازسازی فیلم اصلی در سال ۲۰۱۰ با بازی جکی چان در نقش آقای هان بود. مجموعه تلویزیونی کبرا کای (۲۰۱۸–اکنون) به عنوان دنباله مستقیم چهار فیلم اصلی بود و ماکیو در نقش دنیل لاروسو از سه فیلم اول بازگشت. در سپتامبر ۲۰۲۲، تأیید شد که یک فیلم بلند جدید در حال ساخت است، با انتخاب بازیگران چان و ماکیو در نوامبر ۲۰۲۳. فیلمبرداری در آوریل ۲۰۲۴ آغاز و در ژوئن تمام شد. این فیلم قرار است در ۳۰ می ۲۰۲۵ در ایالات متحده اکران شود. این فیلم در ابتدا قرار بود در ۷ ژوئن ۲۰۲۴ اکران شود، اما به دلیل اعتصاب نویسندگان در سال ۲۰۲۳ تا ۱۳ دسامبر ۲۰۲۴ به تعویق افتاد. یک بار دیگر به ۳۰ می ۲۰۲۵ منتقل شد تا با فصل آخر کبرا کای تضادی نداشته باشد.

## داستان
پس از یک فاجعه خانوادگی، لی فونگ، اعجوبه کونگ فو، پکن را ترک کرده و مجبور می‌شود به همراه مادرش به شهر نیویورک نقل مکان کند. در این میان وقتی یک دوست جدید به کمک او نیاز دارد، لی وارد یک مسابقه کاراته می‌شود، اما مهارت‌های او به تنهایی کافی نیست. حال استاد لی فونگ، آقای هان (با بازی جکی چان)، از شاگرد آقای میاگی، دنیل لاروسو، برای کمک دعوت می‌کند و…

## تولید

#### توسعه
در سپتامبر ۲۰۲۲، یک فیلم بلند جدید تایید شد که در حال توسعه است، که به عنوان "بازگشت فرانچایز اصلی بچه‌ کاراته‌کار" توصیف شد. اندکی بعد، جان هورویتز، یکی از خالقان کبرا کای، اظهار داشت که علیرغم قصد سازندگان برای ساختن فیلم برای فرنچایز در آینده، این فیلم به این سری متصل نیست. در نوامبر ۲۰۲۳، گزارش شد که جاناتان انتویستل قرار است کارگردانی این فیلم را با فیلمنامه‌ای توسط راب لیبر کارگردانی کند.

#### فیلمبرداری
فیلمبرداری در مونترآل در ۱ آوریل ۲۰۲۴ آغاز شد و فیلمبرداری در ۳ ژوئن تحت عنوان کاری بلوار پیروزی به پایان رسید.

#### بازیگران
در اوت ۲۰۲۳، گزارش شد که چان در حال بازی مجدد در نقش خود در این فیلم است. بعداً در اواخر نوامبر ۲۰۲۳، چان و ماکیو رسماً به بازیگران پیوستند، در فوریه ۲۰۲۴، بن وانگ به عنوان شخصیت اصلی، لی فونگ انتخاب شد. و در آوریل ۲۰۲۴ فیلمبرداری آغاز شد.

## بازخوردها
- در وب‌سایت جمع‌آوری نقد راتن تومیتوز براساس از رای ۱۱۵ نقد منتقدان دارای ۵۷ درصد محبوبیت است. با این حال، راتنتومیتوز، که درصد «میانگین کاربر» کاربران ثبت‌شده‌ای را که به فیلم امتیاز مثبت داده‌اند در مقیاس ۵ ستاره محاسبه می‌کند، امتیاز ۸۸٪ را به‌دست آورد که بالاترین مجموع در تاریخ مجموعه فیلم‌های بچه کاراته‌کار است.[۱۷]
- در متاکریتیک که از میانگین وزنی استفاده می‌کند، بر اساس رای ۳۳ منتقد، دارای امتیاز ۵۱ از ۱۰۰ را به فیلم اختصاص داد که نشان دهنده نقدهای "مختلط یا متوسط" است.
- مخاطبانی که توسط سینماسکور مورد نظرسنجی قرار گرفتند، به این فیلم امتیاز متوسط "A-" در مقیاس A+ تا F دادند.